# Алиев, Азер Джавад
Азер Джавад Алиев (азерб. Azər Cavad Əliyev; англ. Azer Javad Aliev) - джазовый критик, режиссер и продюсер, заместитель гендиректора телеканала “CBC Sport” и глава Департамента программ.

## Творческая деятельность (Джаз)
Джазовый и эстрадный обозреватель газет «Молодежь Азербайджана», «Бакинский рабочий» и «Баку» (37 публикаций за 1982-1989)
Организатор, режиссер и ведущий цикла джазовых концертов при Союзе композиторов республики  «Баку, Бакинцы, Джаз» (1987-1988), концертные вечера которые проходили в актовом зале Оперной студии, Союза композиторов, Филармонии, летнем театре на «Венеции». В концертах цикла принимали участие джазовые музыканты Азербайджана, исполнители и ансамбли из Москвы, Ленинграда и Эстонии
Член оргкомитета первого джаз-фестиваля памяти В. Мустафазаде (1983)
Организатор, режиссер и ведущий джаз-фестиваля памяти В. Мустафазаде (1987)
Член оргкомитета Всесоюзного джаз-фестиваля в Баку (1987)
Участник Всесоюзного опроса джазовых критиков (1984-1989)
Член правления Всесоюзной джазовой федерации, созданной в 1987 году

## Фестивали и конкурсы
Организатор, директор и режиссер-постановщик:
Первый бакинский фестиваль «Рок-панорама-88» (участвовало 17 групп)
Фестиваль «Рок-панорама-89» (участвовало 28 групп)
Фестиваль-конкурс «Золотая осень-89» (конкурс проводился по трем отдельным жанрам - джаз, рок и поп-музыки)
Фестиваль азербайджанской популярной музыки «Одлар Юрду – Баку-90» (фестиваль проходил по двум категориям: конкурс молодых исполнителей, конкурс азербайджанской эстрадной песни)
Фестиваль джазовых исполнителей Азербайджана и Великобритании «Джаз Саммит–93», прошедшего в мае 1993 года
Организатор и руководитель городского молодежного центра современной музыки (1987-1991).

## Телепроекты
Автор и режиссер телевизионных фильмов:
«Голос Азии - итоги и проблемы» (1991)
«Рафик Бабаев – взгляд в будущее» (1992)
«Муслим Магомаев – 50» (1992)
«Праздник, который всегда с нами» (75-летие композитора Тофика Кулиева, 1993)
«Джаз-саммит-94» (1994)
«Весь этот Полад» (50-летие Полада Бюль-Бюль оглы, 1995)
«Уйти, чтобы остаться» (памяти композитора  Рафика Бабаева, 1996)
«Фестиваль рекламы «Новруз-96» (1996)
«У нас все есть» (посвящено М. Растроповичу, 1998)
Автор и режиссер телевизионной программы «Стиль А», освещающей события в культурной жизни республики
Автор и режиссер музыкальных и рекламных клипов

## Призы
Лауреат премии «Humay - Sənət Uğurları-93» («Умай - Успехи в искусстве-93») за лучшую телевизионную программу года в области   культуры и искусства
Лауреат премии «Humay-99» за лучшую телевизионную рекламу года
Лауреат фестивалей-конкурсов рекламы «Новруз-96» и Новруз-97»
Специальный приз Союза кинематографов стран СНГ и Балтии  «Евразийского Телефорума-99»
Лауреат и обладатель специального приза телекритиков и журналистов XI Международного фестиваля телевизионных  фильмов
Обладатель премии IV республиканского кинематографического конкурса «Золотой Чираг» за лучший документальный фильм года «Bizdə hər şey var»  («У нас все есть»)  – 2003 год
Награжден премией Azerbaijan Best Awards 2019 в номинации "Лучший режиссор".

## CBC Sport
С 2016 года заместитель гендиректора телеканала “CBC Sport” и руководитель Департамента Программ.
Автор и режиссер-постановщик документальных фильмов: "Kubok həyəcanı" («Борьба за кубок»), "Fotodan üstün... Kənanın ümidləri" («Больше, чем фото... Надежды Кянана»), "Xəzridən Xəzriyə" («От Хазри до Хазри»), "26-cı dəqiqə" («26-я минута»), "Şahdağ festivalı" («Фестиваль в Шахдаге»), "Qırmızı top" («Красный мяч»), "Kubok həyəcanı 2018" («Борьба за кубок 2018»), "Kubok həyəcanı 2018" («Борьба за кубок 2019»), "Ümidlər liqası 2019" («Лига надежды 2019»), "Birlikdə Bakıda" («Вместе в Баку» - фильм о финале Лиги Европы 2019).